# Rogers City
Rogers City est une ville située dans l’État américain du Michigan. Elle est le siège du comté de Presque Isle. Selon le recensement de 2000, sa population s’élève à 3 322 habitants.
Rogers City abrite la plus grande mine de calcaire à ciel ouvert au monde, le Port de Calcite, qui constitue en outre un des plus grands ports des Grands Lacs. Rogers City se désigne comme la Cité nautique (The Nautical City), en référence à son festival nautique tenu chaque année au début du mois d'août.